# Майк Саммербі
Майк Саммербі (англ. Mike Summerbee, нар. 15 грудня 1942, Престон) — колишній англійський футболіст, нападник.
Насамперед відомий виступами за «Свіндон Таун» та «Манчестер Сіті».

## Ігрова кар'єра
У дорослому футболі дебютував 1959 року виступами за команду клубу «Свіндон Таун», в якій провів шість сезонів, взявши участь у 218 матчах чемпіонату.
Своєю грою привернув увагу представників тренерського штабу «Манчестер Сіті», до складу якого приєднався 1965 року за 35 тис. фунтів. Відіграв за команду з Манчестера наступні десять сезонів своєї ігрової кар'єри. Більшість часу, проведеного у складі «Манчестер Сіті», був основним гравцем атакувальної ланки команди. За цей час виборов титул чемпіона Англії, ставав володарем Кубка Англії та Кубка Кубків УЄФА.
З 1975 по 1976 рік грав у складі «Бернлі», після чого зовсім недовго виступав за «Блекпул».
Завершив професійну ігрову кар'єру у нижчоліговому клубі «Стокпорт Каунті», за який виступав протягом 1976–1979 років.

## Виступи за збірну
24 лютого 1968 року дебютував в офіційних матчах у складі національної збірної Англії. 
У складі збірної був учасником чемпіонату світу 1958 року в Італії, на якому разом з командою здобув бронзові нагороди турніру.
Протягом кар'єри у національній команді, яка тривала усього 4 роки, провів у формі головної команди країни 8 матчів.

## Титули і досягнення
- Чемпіон Англії (1):

«Манчестер Сіті»: 1967-68
- Володар Кубка Англії (1):

«Манчестер Сіті»: 1968-69
- Володар Кубка Футбольної ліги (1):

«Манчестер Сіті»: 1969-70
- Володар Суперкубка Англії (2):

«Манчестер Сіті»: 1968, 1972
- Володар Кубка Кубків УЄФА (1):

«Манчестер Сіті»: 1969-70